# Nanilla terrestris
Nanilla terrestris är en skalbaggsart som beskrevs av Fernando de Zayas 1975. Nanilla terrestris ingår i släktet Nanilla och familjen långhorningar.
Artens utbredningsområde är Kuba. Inga underarter finns listade i Catalogue of Life.